# Stryphnodendron levelii
Stryphnodendron levelii är en ärtväxtart som beskrevs av John Macqueen Cowan. Stryphnodendron levelii ingår i släktet Stryphnodendron och familjen ärtväxter. Inga underarter finns listade i Catalogue of Life.